# Groot Henar
Groot Henar is een plaats en een van de vijf ressorten waaruit het Surinaamse district Nickerie bestaat.
In het oosten grenst het ressort Groot Henar aan het ressort Wageningen, in het zuiden aan het district Sipaliwini, in het westen aan ressort Westelijke Polders en in het noorden aan Oostelijke Polders.

## Bevolking
In 2012 had ressort Groot Henar volgens cijfers van het Centraal Bureau voor Burgerzaken (CBB) 2709 inwoners, een afname vergeleken met 3545 inwoners in 2004. De bevolking bestaat overwegend uit Hindoestanen (87%), gevolgd door minderheden van gemengde afkomst (5%) en Javanen (4%).
Enkele van de grotere dorpen in dit ressort zijn Groot- en Kleinhenarpolder.

## Vervoer
In het ressort bevindt zich de Alupi Airstrip dat vooral bestemd is voor sproeivliegtuigen.